# 幼淋巴細胞

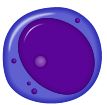
幼淋巴細胞

幼淋巴細胞（prolymphocyte）又称前淋巴球，是形态幼稚发育中的淋巴细胞，属于一類在淋巴細胞產生過程中產生的細胞。它們產生自淋巴母細胞，是各種淋巴細胞的直接前體。
幼淋巴細胞胞体大呈圆形或椭圆形，尺寸通常介於10-18微米之間，胞质量较多，弱嗜碱性，其内出现嗜天青颗粒。核染色质较原始淋巴细胞粗而密集，核仁常模糊不清或消失。

## 外部連結
- Histology at hematologyatlas.com (found in sixth row) （页面存档备份，存于）